# Nasidius truncatifrons
Nasidius truncatifrons är en insektsart som beskrevs av Carl Stål 1878. Nasidius truncatifrons ingår i släktet Nasidius och familjen Anostostomatidae. Inga underarter finns listade i Catalogue of Life.